# Kwadrans po jedenastej
Kwadrans po jedenastej – wieczorny, piętnastominutowy program publicystyczny TVP1, emitowany od 2 października 2006. Zastąpił program Prosto w oczy po odejściu Moniki Olejnik do TVN24, jednak w okresie przejściowym przez 4 tygodnie emitowane były wieczorne wydania Wiadomości.
Nadawany był od poniedziałku do czwartku między godziną 23:00 a 24:00. Gośćmi programu byli wyłącznie dziennikarze i publicyści, którzy z prowadzącą Dorotą Wysocką analizowali bieżące wydarzenia polityczne w Polsce i na świecie. W 2007 roku program został zastąpiony innym, nadawanym wcześniej programem publicystycznym – Z refleksem.
Tytuł programu nawiązywał do porannego wydania starszej, siostrzanej audycji Kwadrans po ósmej.